# A Generala
A Generala é uma série de televisão via streaming de origem portuguesa, dos géneros drama biográfico criada por Patrícia Müller e Vera Sacramento para a plataforma OPTO. Composta por 6 episódios, estreou a 24 de novembro a 25 de dezembro de 2020. A série é inspirada em Maria Teresinha Gomes, acompanhando a história de uma mulher que luta pela liberdade e por direitos e privilégios que, à data, estavam reservados quase exclusivamente aos homens. A série apresenta Soraia Chaves e Carolina Carvalho no elenco principal.
Como primeira série da OPTO, os dois primeiros episódios foram lançados a 24 de novembro de 2020, sendo os restantes episódios lançados semanalmente.

## Produção

### Desenvolvimento
Daniel Oliveira, o diretor de programação da SIC, revelou ao jornal Expresso que o canal iria apostar numa série portuguesa inspirada em fatos reais, com o titulo de ‘A Generala’, contando a história de Maria Teresinha Gomes que adotou a identidade do irmão, que faleceu à nascença, com o intuito de fugir da Madeira.
Durante a apresentação digital das novidades da reentré de 2020 foi revelado que os primeiros dois episódios da série iriam estar no catálogo da plataforma de streaming OPTO a partir de 24 de novembro de 2020, e ainda foi revelado o logótipo e o trailer da série.

### Escolha do elenco
Os atores Soraia Chaves, Carolina Carvalho, José Fidalgo, João Jesus, Anabela Moreira e Pedro Laginha foram os primeiros atores confirmados que iriam estar na série.
Os atores Luís Garcia, Joana Câncio, Vítor Norte e Fernando Pires foram confirmados na série, assim como foi revelado que as atrizes Soraia Chaves e Carolina Carvalho seriam as protagonistas da série.
A partir de uma postagem no Instagram de um membro da equipa da série foi revelado que os atores João Vicente e Soraia Sousa iriam estar na série.
O ator Rui Luís Brás foi confirmado na série, assim como foi revelado que a atriz Margarida Marinho estaria de regresso à SIC para integrar o elenco da série e que a atriz Victoria Guerra iria estar na série e que foi atribuída a personagem Beatriz. Os restantes atores e as suas respetivas personagens foram reveladas no site oficial da SIC antes da estreia da série.

### Gravações
As gravações começaram a 24 de agosto e terminaram a 25 de setembro de 2020

## Sinopse
Maria Luísa Paiva Monteiro é uma mulher que decide desafiar todas as regras, afrontando a sociedade patriarcal nas décadas de 60 a 90, em Portugal. Inspirada em factos verídicos, a trama aborda a luta de Maria Luísa pela liberdade, a luta por direitos e privilégios que, à data, estavam reservados quase exclusivamente aos homens. Como forma de conquistar o respeito daqueles que a rodeavam, Maria Luísa decide assumir uma falsa identidade - a de um homem – convencida de que esta seria a única forma de sobreviver numa sociedade que segregava e menorizava as mulheres.

## Exibição
Anunciadas as novidades na programação da SIC no verão de 2022, foi revelado que a série da OPTO iria estrear em sinal aberto, estreando a 6 de agosto e terminando ainda no mesmo ano, a 10 de setembro.

## Elenco

### Elenco principal
| Ator/Atriz        | Ator/Atriz        | Ator/Atriz        | Personagem                        |
| 1952              | 1964              | 1992              | Personagem                        |
| ----------------- | ----------------- | ----------------- | --------------------------------- |
| Margarida Cardoso | Carolina Carvalho | Soraia Chaves     | Maria Luísa/Otávio Paiva Monteiro |
| Does not appear   | Margarida Marinho | Margarida Marinho | Jacinta Sampaio Alves             |
| Does not appear   | Does not appear   | Victoria Guerra   | Beatriz Alves Calvário            |

### Elenco recorrente
| Ator/Atriz      | Ator/Atriz      | Ator/Atriz    | Personagem             |
| 1952            | 1964            | 1992          | Personagem             |
| --------------- | --------------- | ------------- | ---------------------- |
| Anabela Moreira | Anabela Moreira | Isabel Ruth   | Celeste Paiva Monteiro |
| Rui Luís Brás   | Rui Luís Brás   | Jorge Pinto   | Joaquim Paiva Monteiro |
| Does not appear | Does not appear | José Fidalgo  | José Pinela            |
| Does not appear | João Jesus      | Pedro Laginha | Artur Mourato          |
| Does not appear | Does not appear | Luís Garcia   | Leonel Guerreiro       |

## Episódios
| N.º | Título        | Realização por  | Escrito por                       | Exibição original      | Exibição na SIC        | Audiência na SIC (milhões) |
| --- | ------------- | --------------- | --------------------------------- | ---------------------- | ---------------------- | -------------------------- |
| 1 | "Maria Luísa" | Sérgio Graciano | Patrícia Müller e Vera Sacramento | 24 de novembro de 2020 | 6 de agosto de 2022    | 0.24                       |
| Maria Luísa nasce em 1943, no seio de uma família de classe média do Funchal, conservadora e muito religiosa. A morte do irmão mais velho, Otávio, aos seis anos, vem penhorar a sua infância. A falta de afeto, a exigência extrema de uma educação austera e o ambiente opressivo no qual é forçada a crescer, rodeada de memórias do irmão morto, transformam-na numa sobrevivente.                                                                                                |               |                 |                                   |                        |                        |                            |
| 2 | "Otávio"      | Sérgio Graciano | Patrícia Müller e Vera Sacramento | 24 de novembro de 2020 | 13 de agosto de 2022   | 0.24                       |
| Maria Luísa é conduzida ao estabelecimento prisional de Tires, onde fica em prisão preventiva. Na cela, recorda como, 28 anos antes, chegou de barco a Lisboa, assumindo a identidade do falecido irmão Otávio. Mesmo sem documentos, Maria Luísa consegue ficar hospedada numa pensão barata, onde enfaixa o peito e estuda a sua nova identidade masculina. |               |                 |                                   |                        |                        |                            |
| 3 | "O General"   | Sérgio Graciano | Patrícia Müller e Vera Sacramento | 4 de dezembro de 2020  | 20 de agosto de 2022   | ASD                        |
| Chegou o dia do julgamento de Maria Luísa e o tribunal está cheia de jornalistas, fotógrafos e populares curiosos. |               |                 |                                   |                        |                        |                            |
| 4 | "Mentiras"    | Sérgio Graciano | Patrícia Müller e Vera Sacramento | 11 de dezembro de 2020 | 27 de agosto de 2022   | 0.23                       |
| Otávio (Maria Luísa) e Jacinta assumem-se como um casal perante a sociedade. Otávio continua com dificuldades financeiras, mas vai gerindo a sua vida com as poupanças de Jacinta. Descobre entretanto que o vizinho Inácio está gravemente doente. Ao visitá-lo, Inácio confia-lhe as poupanças de uma vida inteira de trabalho para que o general as aplique da melhor forma, mas assim que Inácio morre, Otávio apodera-se do dinheiro dele, mudando-se com Jacinta para Alenquer. |               |                 |                                   |                        |                        |                            |
| 5 | "Beatriz"     | Sérgio Graciano | Patrícia Müller e Vera Sacramento | 18 de dezembro de 2020 | 3 de setembro de 2022  | 0.23                       |
| Jacinta celebra o seu aniversário na moradia de Alenquer, acompanhada pelo marido, o general Otávio (Maria Luísa), e vários amigos do casal. Uma das convidadas é Beatriz, afilhada de Jacinta, que acaba de chegar de Londres. Beatriz é uma jovem lindíssima e sedutora que não deixa nenhum homem indiferente. Entre Beatriz e Otávio (Maria Luísa) nasce uma química imediata… que vai trazer problemas ao falso general.                                                         |               |                 |                                   |                        |                        |                            |
| 6 | "A Sentença"  | Sérgio Graciano | Patrícia Müller e Vera Sacramento | 25 de dezembro de 2020 | 10 de setembro de 2022 | 0.19                       |
| Ao descobrir que o companheiro a traiu com Beatriz, Jacinta decide entregar Otávio (Maria Luísa) à polícia judiciária. O caso da “Generala” sai em todos os jornais e a notícia chega rapidamente ao Funchal, às mãos dos pais de Maria Luísa. A burlona que aparece na capa dos jornais, acusada de vários crimes, é a filha que ambos julgavam morta. |               |                 |                                   |                        |                        |                            |

## Prémios
| Ano  | Prémio                       | Categoria    | Por           | Resultado | Ref.   |
| ---- | ---------------------------- | ------------ | ------------- | --------- | ------ |
| 2021 | 25.ª gala dos Globos de Ouro | Melhor Atriz | Soraia Chaves | Indicado  | [ 25 ] |